# مختبر حاسوب

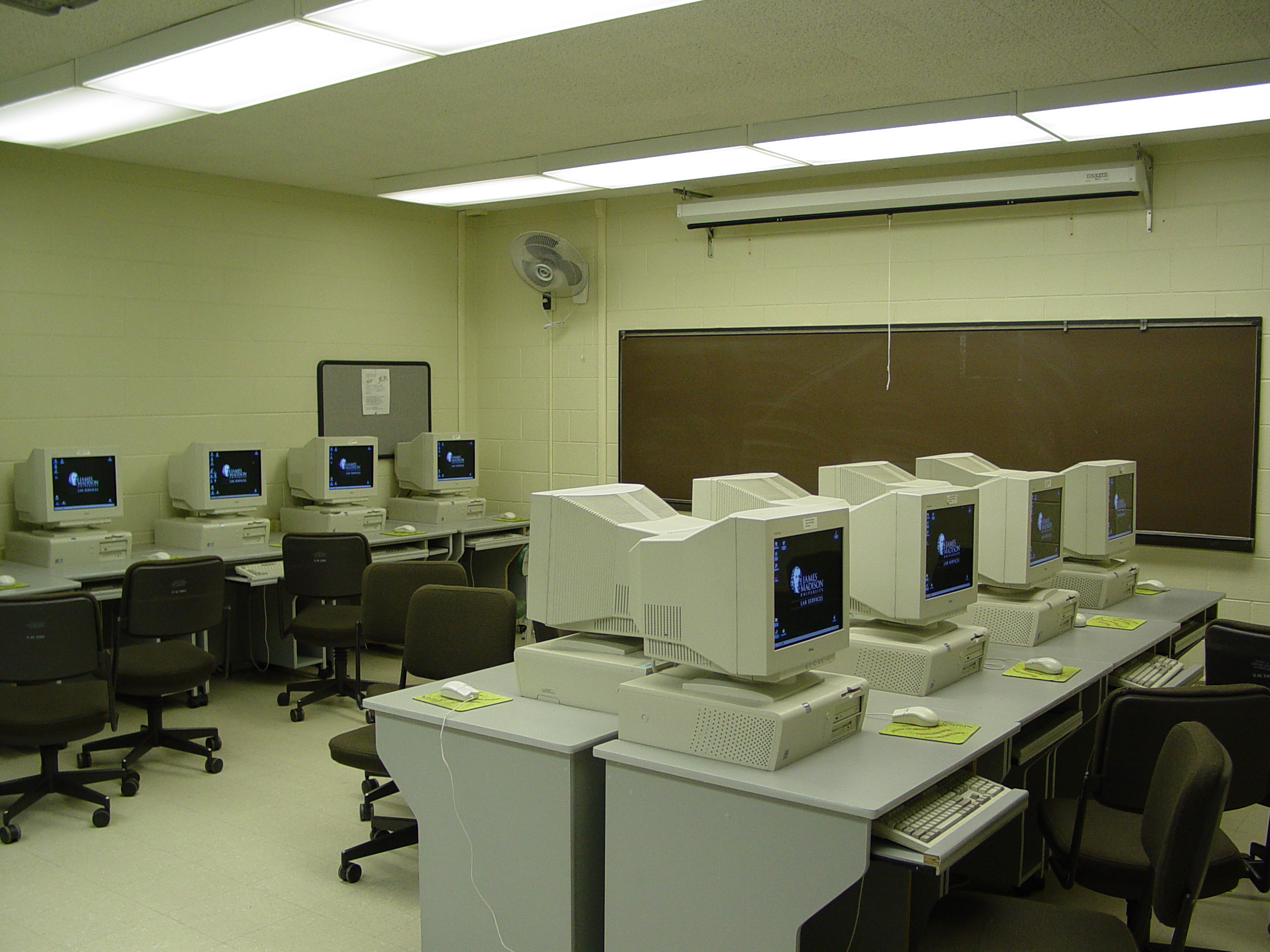
مختبر للحاسب الآلي في جامعة جيمس ماديسون.

مختبر الحاسب الآلي هو مجموعة من أجهزة الحاسوب المربوطة شبكيًا والمتاحة لاستخدام العامة. وتنتشر المختبرات في المباني العامة مثل المعامل، وفي المدارس من كليات وجامعات ومراكز اجتماعية وبعض الكنائس الكبيرة التي يتواجد بها الكثير من المصلين. تتاح خدمة الدخول إلى الإنترنت في جميع مختبرات الحاسب الآلي تقريبًا وتتوفر فيها برامج يستخدمها الطلاب في عمل أبحاثهم وواجباتهم المنزلية، أو برامج يحتاجها آخرون - رجال الأعمال كثيرو التنقل مثلاً - لأغراض أخرى.
ويختلف مقهى الإنترنت عن مختبر الحاسب الآلي في أن المستخدمين لا بد أن يدخلوا على الإنترنت باستخدام حاسوب أو جهاز شخصي في حين لا يحتاج مستخدمو مختبر الحاسب الآلي إلى أي أجهزة خاصة بهم. هناك حاجة ماسة إلى توفير الحماية وفرض القيود على الشبكات المتاحة للجماهير. فقد يتعرض المستخدم لرفض الوصول للمواقع التي تعرض محتويات للبالغين أو المواقع التي تتطلب نطاق ترددي عالي جدًا. وعادة ما يُسمح للمستخدمين في مختبرات الحاسب الآلي بوقت محدد لاستخدام الأجهزة، سواء كنت تتصفح الإنترنت أو تستخدم برنامجًا يساعدك في عمل آخر. وفي أحيان نادرة، يُفرض أجر مقابل استخدام مختبرات الحاسب الآلي، ولكن هناك اتجاه إلى إتاحة التسهيلات التعليمية للطلبة الحاليين المقيدين بالمدرسة وعادة ما يطلب منهم تسجيل الدخول ليتمكن القائمون على الأمر من تعقبهم ومراقبتهم إن لزم الأمر. قد تجد مختبرات الحاسب الآلي في المكتبات والمدارس ومباني الحكومة ومختبرات العلوم والمراكز الاجتماعية والشركات التي بها إدارة لتقنية المعلومات والتي تحتاج لمثل هذه المختبرات ليقوم الموظفون بأعمالهم والمراكز البحثية. وما يميز مختبر الحاسب الآلي عن مقهى الإنترنت هو أن استخدام مختبر الحاسب الآلي دائما ما يكون مجانيًا لمن يحق لهم استخدامه. الطابعات وأجهزة المسح الضوئي وغيرها من الأجهزة الطرفية لرفع كفاءة وتجهيز المختبر.

## التدابير الأمنية لتقنية المعلومات

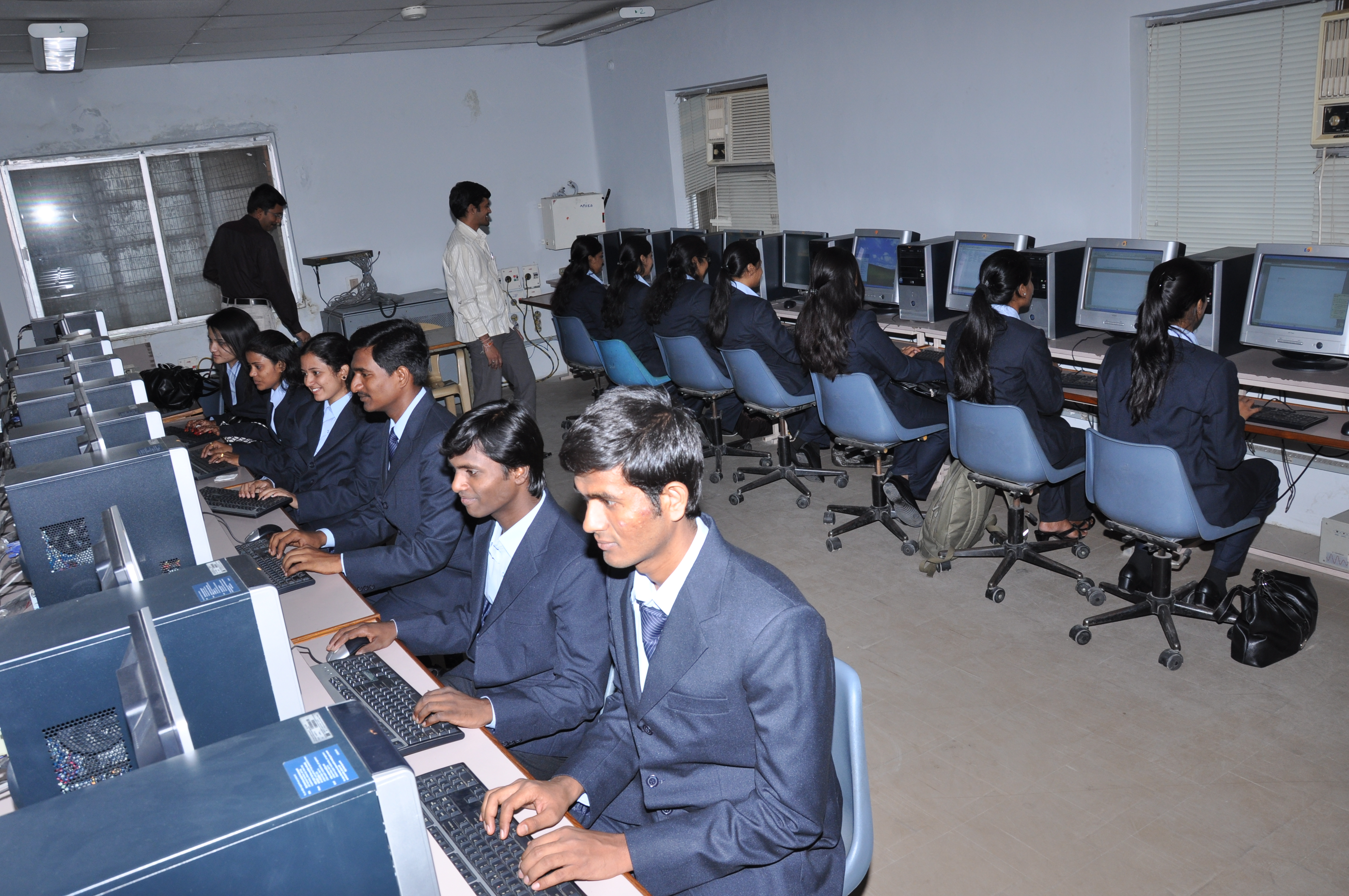
مختبر حاسوب في الهند

غالبا ما تثبت برمجيات أمان في أجهزة الحاسوب لاشتراك مستخدمين متعددين في استعمالها. وهذه البرمجيات قد تحد أو تتعقب أو تحجب أنشطة بعينها أو قد تستعيد الوضع الأصلي للحاسوب بسرعة ليعود إلى تكويناته الأصلية. ونظرًا للعدد الكبير من أجهزة الحاسوب في المختبرات، يفضل كثير من المسئولين عنها استخدام برامج الإدارة عن بعد.
وغالبًا ما يثبت برنامج إدارة الفصل لإدارة ومراقبة أنشطة الحاسوب التي يقوم بها الطالب من على حاسوب المدرس، وذلك لمراقبة ومنع تصفح الإنترنت وللتحكم عن بعد في أجهزة الطلاب.
وترتبط الأجهزة غالبًا عن طريق شبكة حاسوب. وقد تعمل الأجهزة أيضًا على وضع زبون نحيف.

## معرض صور

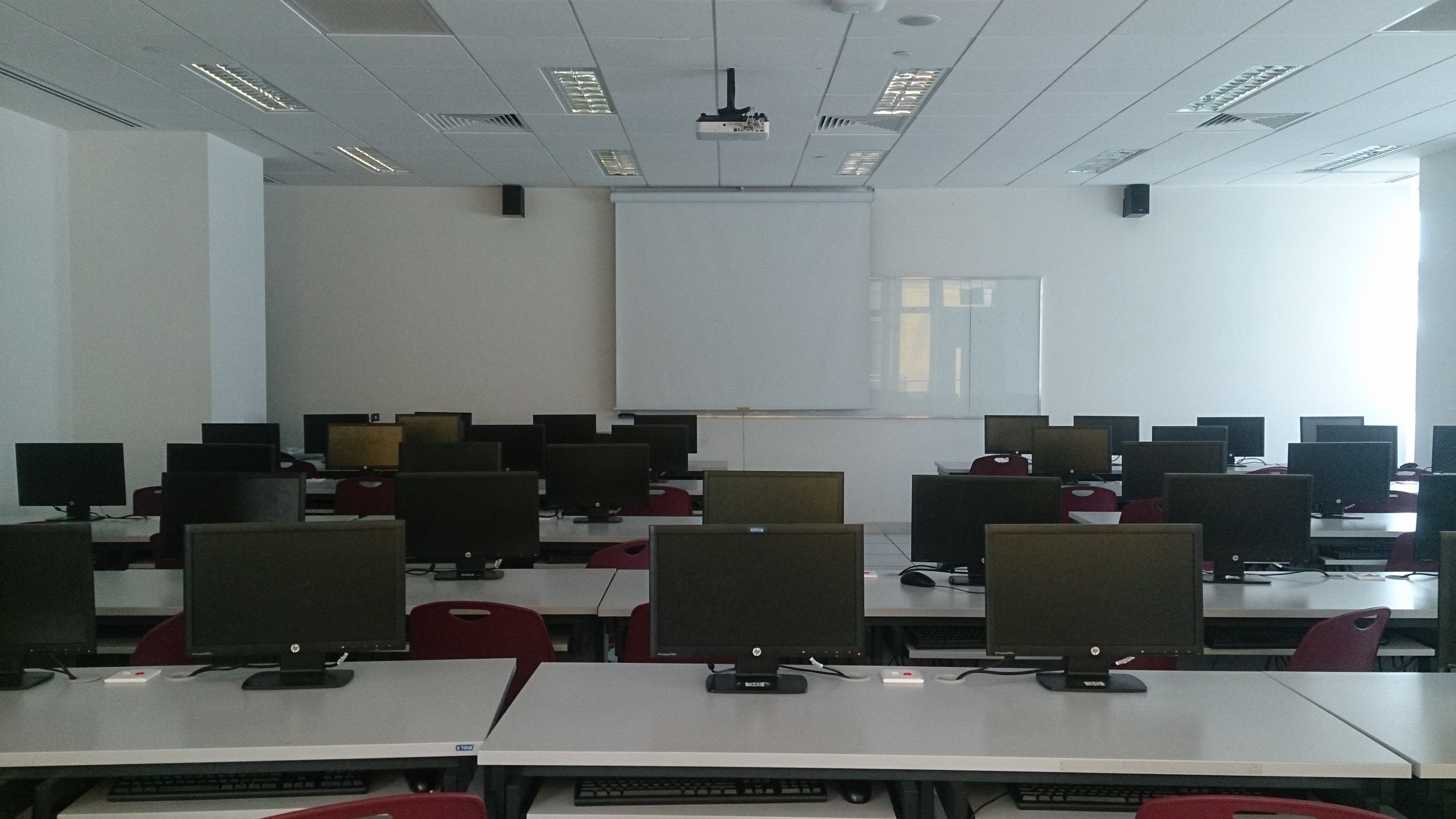
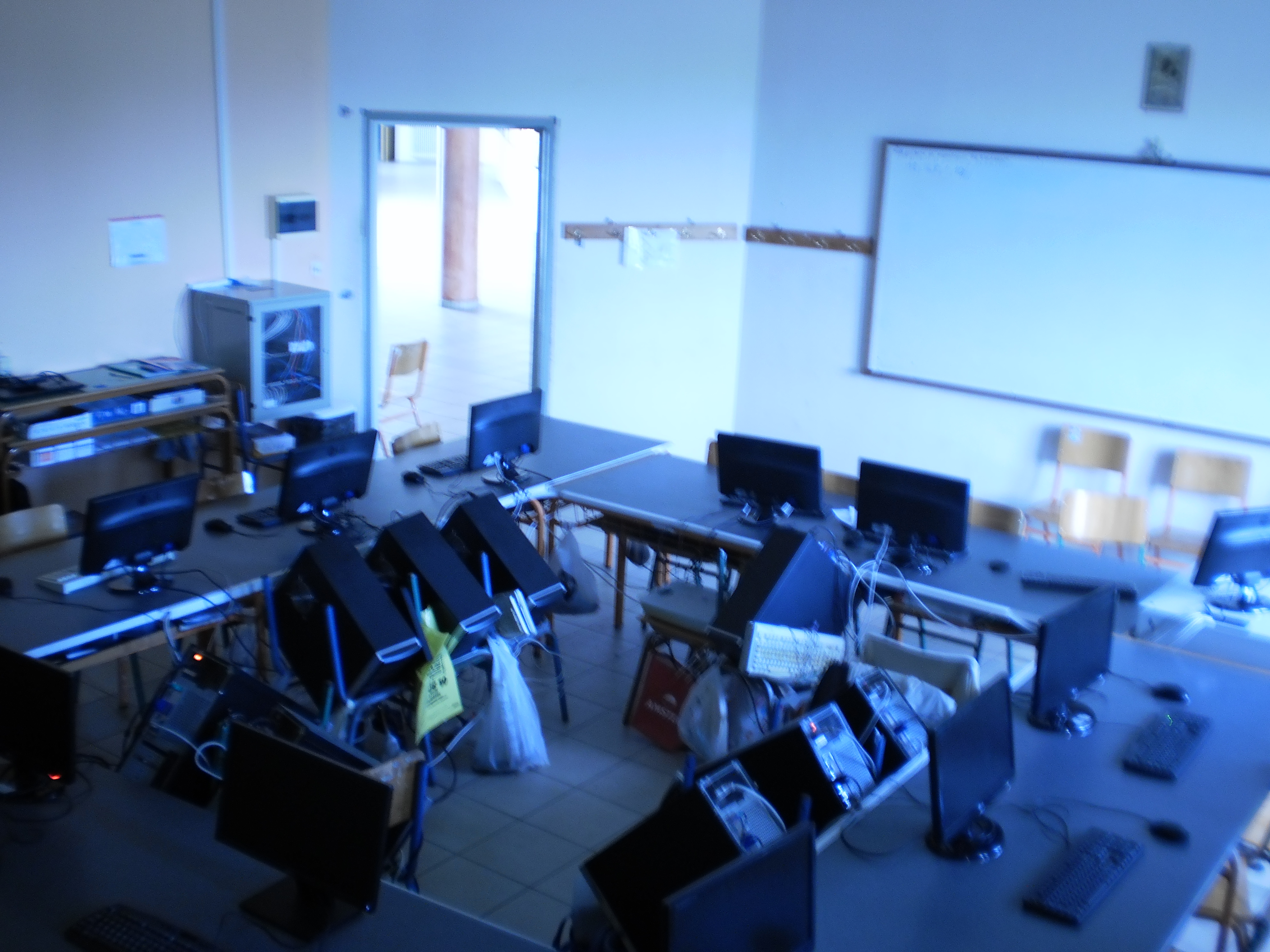
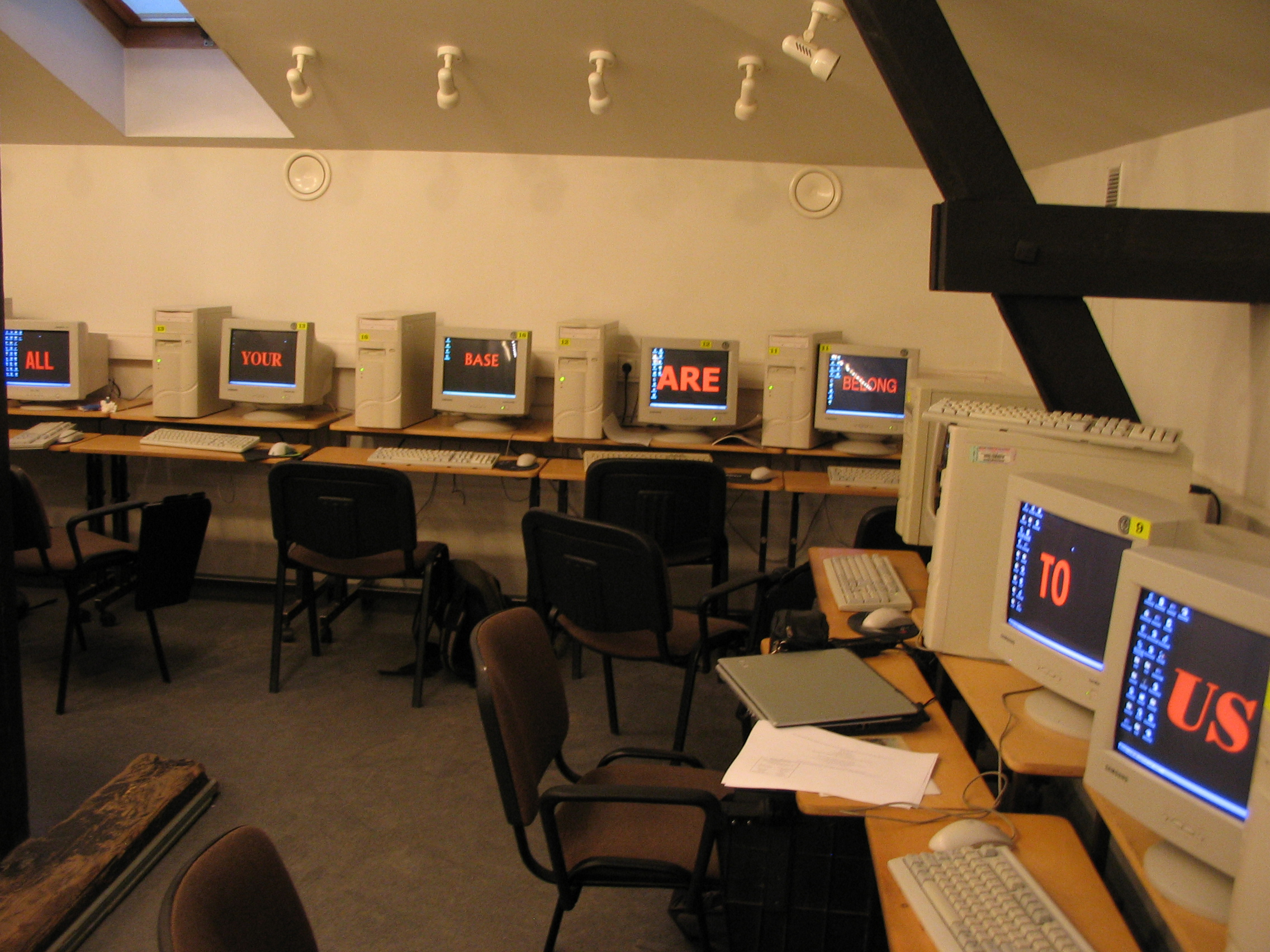